# Svět vodní divočiny
Svět vodní divočiny (anglicky Wild Water World) je německý dokumentární cyklus z roku 2007. Každý díl je dlouhý asi 30 minut a zabývá se vždy jinou vodní divočinou. Českou premiéru měl na ČT2.

## Přehled dílů
1. Huňatí rybáři
2. V potemnělé říši chimér
3. Žraloci levhartí
4. Světoběžníci oceánů
5. Přízrak z hlubin
6. Nebezpeční zabijáci v Antarktidě
7. Bratrstvo těžké váhy
8. Mořští hadi
9. Žraloci mako